# Kanton Villenave-d'Ornon
Villenave-d'Ornon is een kanton van het Franse departement Gironde. Het kanton maakt deel uit van het arrondissement Bordeaux.
Het kanton omvatte tot 2014 uitsluitend de gemeente Villenave-d'Ornon. 
Door het decreet van 20 februari 2014, met uitwerking op 22 maart 2015, werd daar het oostelijk deel van de gemeente Bègles aan toegevoegd.